# Gonatodes eladioi
Gonatodes eladioi este o specie de șopârle din genul Gonatodes, familia Gekkonidae, descrisă de Do Nascimento, Avila-pires și Da Cunha 1987. Conform Catalogue of Life specia Gonatodes eladioi nu are subspecii cunoscute.